# Liste der Biografien/Vert
Liste der Biografien |
Portal Biografien |
Personensuche
# |
A |
B |
C |
D |
E |
F |
G |
H |
I |
J |
K |
L |
M |
N |
O |
P |
Q |
R |
S |
T |
U |
V |
W |
X |
Y |
Z |
?
 
Va |
Vd |
Ve |
Vh |
Vi |
Vj |
Vl |
Vn |
Vo |
Vr |
Vs |
Vt |
Vu |
Vy
 
Vea |
Veb |
Vec |
Ved |
Vee |
Veg |
Veh |
Vei |
Vej |
Vek |
Vel |
Vem |
Ven |
Veo |
Veq |
Ver |
Ves |
Vet |
Veu |
Vev |
Vex |
Vey |
Vez
 
Vera |
Verb |
Verc |
Verd |
Vere |
Verf |
Verg |
Verh |
Veri |
Verj |
Verk |
Verl |
Verm |
Vern |
Vero |
Verp |
Verq |
Verr |
Vers |
Vert |
Veru |
Verv |
Verw |
Very |
Verz
Die Liste der Biografien führt alle Personen auf, die in der deutschsprachigen Wikipedia einen Artikel haben. Dieses ist eine Teilliste mit 21 Einträgen von Personen, deren Namen mit den Buchstaben „Vert“ beginnt.

## Vert

### Verta
- Vertacnik, Hans-Peter (* 1956), österreichischer Autor
- Vertainen, Eetu (* 1999), finnischer Fußballspieler

### Verte
- Vertelienė, Vilija (* 1962), litauische Politikerin
- Vertenten, Petrus (1884–1946), belgischer Missionar
- Vértes, Marcel (1895–1961), ungarischer Grafiker, Maler, Illustrator, Bühnenbildner
- Vértes-Schütter, Isabella (* 1962), deutsche Theaterintendantin und Politikerin (SPD), MdHB
- Vertessen, Yorbe (* 2001), belgischer Fußballspieler
- Vértesy, József (1901–1983), ungarischer Wasserballspieler, Schwimmer und Trainer
- Verteuil, Anthony de (* 1932), trinidadischer Historiker

### Verth
- Verthamon de Chavagnac, Michel de (1687–1762), französischer Bischof
- Verthamon, Jean-Baptiste de († 1735), französischer Geistlicher
- Verthamon, Pierre (1614–1686), französischer Jesuit

### Verti
- Vertin, Petrus Gerardus (1819–1893), niederländischer Landschafts- und Vedutenmaler sowie Radierer und Lithograf
- Vertis, Nikos (* 1976), griechischer SängerNikos Vertis (* 1976)

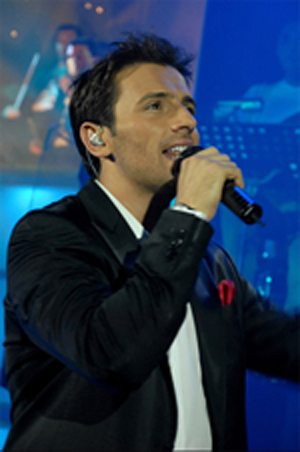
Nikos Vertis (* 1976)

- Vértiz y Salcedo, Juan José de (1719–1799), Vizekönig von Río de la Plata

### Vertl
- Vertlib, Vladimir (* 1966), österreichischer Schriftsteller

### Verto
- Vertonghen, Jan (* 1987), belgischer Fußballspieler
- Vertova, Caterina (* 1960), italienische Theater-, Film- und Fernsehschauspielerin
- Vertovec, Steven (* 1957), US-amerikanischer Sozialwissenschaftler

### Vertu
- Vertue, Margaret (* 1953), südafrikanische Geistliche, Bischöfin der Anglican Church of Southern Africa
- Vertue, Sue (* 1960), britische Fernsehproduzentin